# Guangfeng
Guangfeng léase Kuáng-Feng (en chino, 广丰区; pinyin, Guǎngfēng qū; literalmente, ‘ancha y exuberante’) es un distrito urbano bajo la administración directa de la Prefectura Shangrao en la provincia de Jiangxi, República Popular China. Su área es 1376 km² y su población total para 2010 superó los 750 mil habitantes.

## Administración
El distrito de Guangfeng se divide en 23 pueblos que se administran en 5 subdistritos, 15 poblados y 3 villas.